# Hancea grandistipularis
Hancea grandistipularis är en törelväxtart som först beskrevs av Slik, och fick sitt nu gällande namn av S.E.C.Sierra, Kulju och P.C.van Welzen. Hancea grandistipularis ingår i släktet Hancea och familjen törelväxter. Inga underarter finns listade i Catalogue of Life.